# Blood Fire Death
| Recensione                       | Giudizio       |
| -------------------------------- | -------------- |
| AllMusic                         | [ 3 ]          |
| Collector's Guide to Heavy Metal | [ 4 ]          |
| Piero Scaruffi                   | [ 5 ]          |
| Ondarock                         | Pietre miliari |

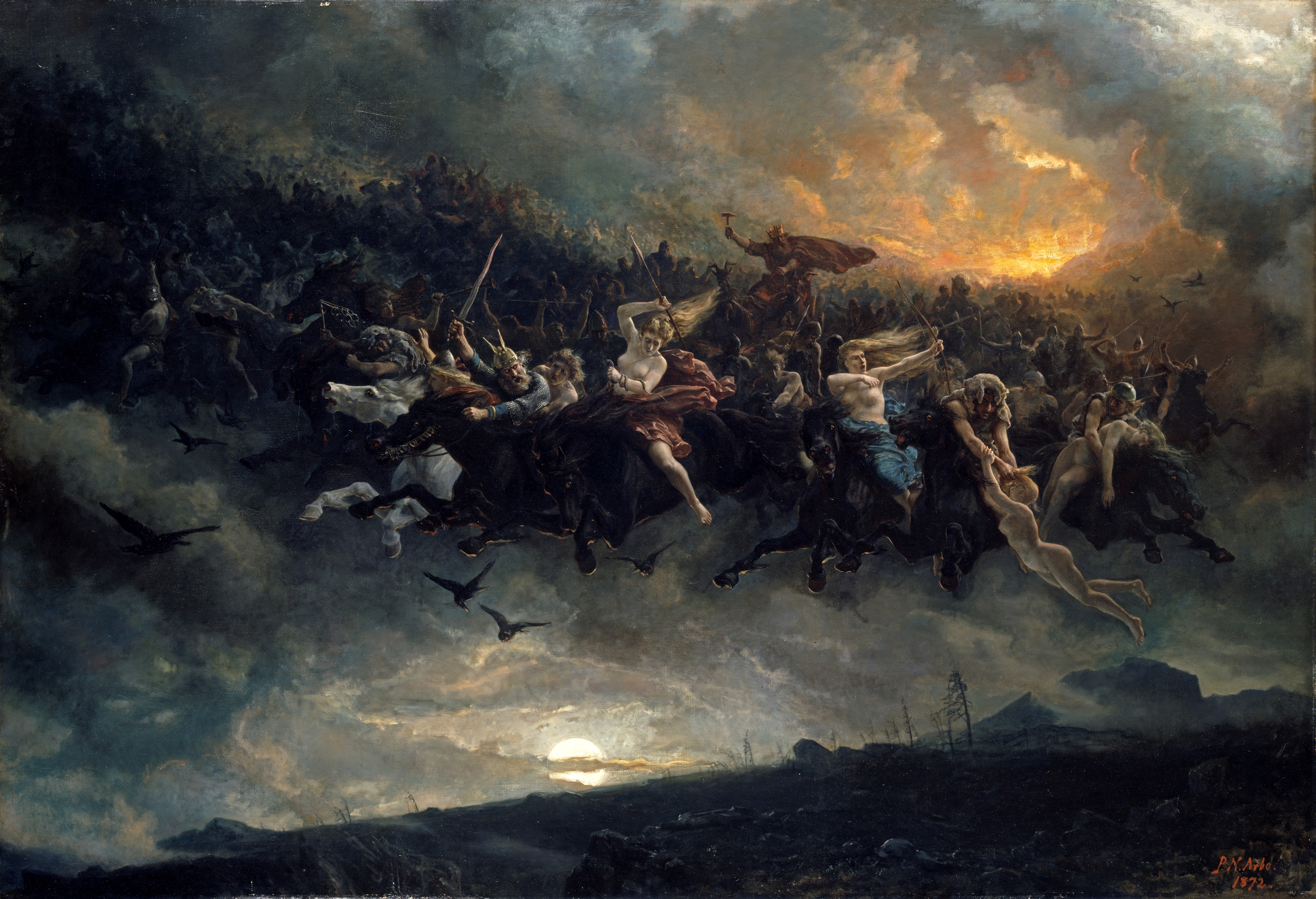
L'immagine in copertina è tratta dal dipinto Åsgårdsreien di Peter Nicolai Arbo

Blood Fire Death è il quarto album in studio del gruppo musicale black metal svedese Bathory, pubblicato nel 1988 dalla Tyfon Grammofon. Il disco, sebbene ancora classificabile nel genere black metal, include alcuni dei primi esempi di viking metal. Secondo il libro Black Metal: Evolution of the Cult di Dayal Patterson, Blood Fire Death diede inizio a una seconda trilogia dei Bathory, dedicata a un'epoca remota che Quorthon descrisse "era vichinga svedese pre-cristiana".

## Il disco
Segna il passaggio del sound della band dal black propriamente detto all'introduzione di nuovi stilemi che caratterizzeranno il nascituro genere viking metal, di cui la band comincia a dettare le coordinate a partire da questo album.
La nona traccia non è contenuta nella versione in musicassetta.

## Curiosità
Le prime lettere di ogni verso della traccia The Golden Walls of Heaven formano la parola "SATAN", così come quelle di Dies Irae formano la frase "CHRIST THE BASTARD SON OF HEAVEN".
L'artwork deriva dal dipinto Åsgårdsreien di Peter Nicolai Arbo.

## Tracce
1. Odens Ride over Nordland – 2:59
2. A Fine Day to Die – 8:35
3. The Golden Walls of Heaven – 5:22
4. Pace 'till Death – 3:39
5. Holocaust – 3:25
6. For All Those Who Died – 4:57
7. Dies Irae – 5:11
8. Blood Fire Death – 10:28
9. Outro – 0:58

## Formazione
- Quorthon – voce, chitarra, percussioni, effetti
- Kothaar – basso
- Vvornth – batteria